# 緒方惟一郎

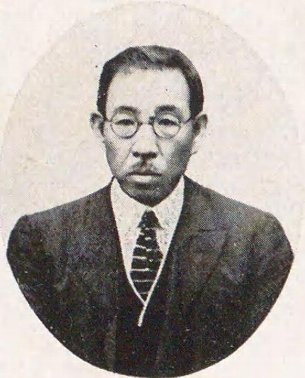
緒方惟一郎

緒方 惟一郎（おがた ゆいいちろう、1874年〈明治7年〉5月18日 - 1951年〈昭和26年〉10月21日）は、日本の内務・警察官僚。位階は正五位。官選青森県知事、警視庁消防部長。

## 経歴
熊本県出身。緒方夫門の長男として生まれる。第五高等学校を経て、1904年7月、東京帝国大学法科大学政治学科を卒業。1905年3月、内務省に入省し警視庁属兼警部となる。
1910年、警視庁警視・神田警察署長に就任。以後、浅草南元町警察署長、麻布鳥居坂警察署長などを経て、1915年、警視庁消防部長となり、9年間在任した。　
1924年6月6日、青森県知事に発令されたが、在任18日後の6月24日に休職となる。その理由は不明である。1925年9月に退官した。その後、富国生命に相談役として入社した。戦後、日本消防協会副会長を務めた。

## 栄典
- 1924年（大正13年）6月23日 - 正五位[6]

## 著作
- 『防火知識』教化的国家社、1925年。